# Neoconis cubana
Neoconis cubana is een insect uit de familie van de dwerggaasvliegen (Coniopterygidae), die tot de orde netvleugeligen (Neuroptera) behoort. 
De wetenschappelijke naam Neoconis cubana is voor het eerst geldig gepubliceerd door Banks in 1938.